# Обов'язковий примірник
Обов'язко́вий примі́рник — примірник документа (безкоштовний чи коштовний), який надсилається відповідним державним бібліотекам та інформаційним центрам згідно з правочинним депонуванням.
На основі цієї системи ведеться бібліографічний облік видаваної продукції і відбувається поповнення фондів найбільших бібліотек.
Спочатку надання обов'язкового примірника мало на меті встановлення контролю за друком з боку держави. Вперше обов'язковий примірник був введений ордонансом (що отримав назву «Монпельерський едикт») короля Франциска I у Франції в 1537 році.
Українське законодавство передбачає відправлення обов'язкового примірника всіх тиражованих документів. В залежності від специфіки публікації одержувачами, окрім національних і спеціалізованих бібліотек та державних органів у галузі інформації, можуть бути також Кабінет Міністрів України, Президент, Верховна Рада.
Правові засади функціонування системи обов'язкового примірника документів регулюються Законом України «Про обов'язковий примірник документів». Деталізація процесу, перелік одержувачів обов. примір. в постанові КМУ 608 від 10.05.2002 р. «Про порядок доставляння обов'язкових примірників документів».

## Відповідальність
Ст.186-7 КУАП.Протоколи уповноважені складати поліція і Держкомтелерадіо, а накладати стягнення суд.

## Придбання
В разі недоставки обов'язкового примірника одержувачі мають право його придбати у встановленому порядку з компенсацією витрат, пов'язаних з придбанням (ст.11 ЗУ «Про обов. прим. докум».).

## Контроль
Одержувачі обов. примір. та спеціально уповноважені органи (ст.13 ЗУ « Про обов. примір. докум.»).

## Система обов'язкових примірників в інших країнах
У США обов'язковий примірник отримує Бібліотека Конгресу у Вашингтоні.
У Франції обов'язковий примірник спочатку надходив у бібліотеку французьких королів. У 1667 році до книг додалися офорти, в 1689 році — гравюри. У 1789 році обов'язковий примірник став надходити до Французької національної бібліотеки. У 1925 році до складу обов'язкового примірника входила будь-яка художня графічна продукція, в 1941 році — плакати, ноти й фотографії, в 1963 році — звукозапису, в 1975 році — фотодокументи, у 1977 році — кінороботи, в 1992 році — всі види документів незалежно від носія.
У Бельгії згідно з прийнятим в 1966 році законом як мінімум один примірник будь-якого видання повинен передаватися в Королівську бібліотеку.
У Німеччині можливість добровільного відсилання примірника в Німецьку національну бібліотеку в Лейпцигу існує з 1912 р., а з 1935 р. відсилання примірника проводиться в обов'язковому порядку. У наш час — необхідно відіслати два примірники публікації (не пізніше, ніж через тиждень після виходу в світ) в одну з філій Національної бібліотеки, один примірник надходить при цьому в філію Національної бібліотеки у Франкфурті-на-Майні, інший в Лейпцизьку філію Німецької бібліотеки. Крім того, відповідно до земельного законодавства, необхідно відіслати один примірник в головну бібліотеку відповідної федеральної землі. Законодавство Німеччини передбачає архівування всіх документів, призначених для широкої громадськості, включаючи обов'язкову архівацію вебсторінок та інших електронних документів, пов'язаних з ними.
У Швейцарії здавання обов'язкового примірника не регулюється законом, однак Швейцарська національна бібліотека має домовленості про здавання примірника з багатьма видавництвами в країні, таким чином публікації, поширювані в приватному порядку, не потрапляють у бібліотеку.